# Treehouse of Horror XIV
Treehouse of Horror XIV, llamado La casa-árbol del terror XIV en España y La casita del horror XIV en Hispanoamérica, es el primer episodio de la decimoquinta temporada de la serie animada Los Simpson. El episodio fue estrenado el 2 de noviembre de 2003 en Estados Unidos, 2 días después de Halloween, un hecho mencionado en el episodio. El episodio fue escrito por John Swartzwelder y dirigido por Steve Dean Moore. Este episodio especial de Halloween fue visto por 16 millones de personas. Es el primer episodio en ser doblado en Grabaciones y Doblajes Internacionales (hoy New Art Dub) debido a la quiebra de Audiomaster 3000.

## Sinopsis

### Secuencia de presentación
Bart, vestido de Charlie Brown, y Lisa, vestida de Lucy Van Pelt, debaten sobre sus caramelos de Noche de Brujas, y Lisa dice que tiene mejores dulces. Ellos comienzan a pelear y accidentalmente, Bart le clava a Homer un corredor de leña en el pecho. Furioso, Homer les tira un carbón a sus hijos, pero éstos lo esquivan y prende fuego al abuelo. Marge interviene con una escopeta mientras que Homer enreda a sus hijos en la alfombra y los golpea brutalmente. Marge le dispara dos escopetazos a su esposo, quedando escrito en la pared Treehouse of Horror XIV con su sangre. Pero desde su nave espacial, Kang y Kodos observan y critican a la familia Simpson por emitir un especial de Halloween en noviembre. Esto en alusión a que para éstos, en noviembre es Navidad por lo que anuncian que los decorativos navideños ya están listos.

### Reaper Madness ("Parca miseria" en España)
La Muerte ingresa a la casa de la familia Simpson diciendo que Bart debe morir. La familia empieza a correr al estilo de Benny Hill huyendo de la Muerte, pero ésta lanza su guadaña y deja clavado a Bart en la pared. Cuando la Muerte está a punto de asesinarlo, Homer aparece y asesina a la Muerte golpeándola en la cabeza con una bola de bowling, en venganza de Snowball I y John F. Kennedy. Pero luego, Homer se da cuenta de que ha creado un mundo sin muerte, ya que la Muerte había fallecido. Y se dan dos ejemplos de un mundo sin muerte: la Mafia de Springfield le dispara a quemarropa a Frankie "El soplón" pero éste no muere. También, Moe con una soga en el cuello intentando suicidarse, sin éxito (como siempre). 
De regreso a la casa de los Simpson, Marge está a punto de lanzar la basura y le ordena a su esposo que tire a la Muerte. Homer lo hace, pero decide colocarse la túnica, convirtiéndose así en la nueva Muerte. Y como adoptó la túnica de la Muerte, Homer asesina a muchas personas, tal y como su lista lo indica, entre ellos, Jasper. Luego del día de un partido de béisbol, Homer se despierta y ve que es el turno de asesinar a su esposa, y si se negaba, quien tendría que morir sería él mismo. Aunque en realidad no quiere asesinar al amor de su vida, termina haciéndolo. Homer le pide a Dios que lo libere de su brutal trabajo y Dios acepta. En realidad, Marge no fue asesinada, sino su hermana Patty, que tiene pegado un pedazo de cabello de Marge en su cabeza. Homer huye en su motocicleta y es perseguido por la luz divina, pero luego Dios decide que está muy viejo y rico para persecuciones. Durante el almuerzo, Marge le agradece a su esposo que no la haya asesinado pese a que le había cortado el cabello.

### Frinkenstein
Homer recibe una llamada en donde le informan que él es el ganador de un Premio Nobel, pero en realidad, es para el Profesor Frink. Lisa se encarga de informarle y el profesor le dice que seguramente es por haber inventado un martillo con un destornillador del otro lado. Frink dice que desearía que su padre estuviera vivo para verlo ganar. Lisa le pregunta al Profesor sobre su padre y Frink le contesta que no tenían una buena relación y que la última vez que vio a su padre fue cuando se embarcó en una expedición de pesca de tiburones. Curiosamente, el cuerpo de su padre se encontraba en una nevera en la casa de Frink. Un tiburón le había devorado el estómago cuando se probaba una loción bronceadora a base de sangre. Con el martillo destornillador, Frink deduce que puede reanimar a su padre sin utilizar otras herramientas. Esa noche, Lisa y el Profesor reviven al padre de Frink, con un radiador reemplazante de su ombligo y varios órganos. El señor Frink, creyendo que es un hombre de hojalata, decide conseguir órganos humanos verdaderos, asesinando a Ned Flanders y a Seymour Skinner, arráncándole el corazón y el estómago a Flanders, y la espina a Skinner. 
Durante la entrega de los Premios Nobel, en Estocolmo, Suecia, el padre del profesor Frink comienza a asesinar a varias personas arrancándoles su cerebro para cosechar más conocimiento. Marge le pide al Profesor que detenga a su padre y éste calcula que con una patada en los testículos bastará de tal manera en que su padre moriría, pero sin antes, se disculpa con su hijo. Luego de la entrega de los premios, Frink le informa a Lisa que gracias a su más reciente invento, El Atrapa-Almas, puede contener y almacenar almas en una caja y el primer alma que coloca en su invento resulta ser la de su propio padre, recién fallecido.

### Stop the World, I Want to Goof Off ("Parad el mundo, que me quiero desmadrar" en España)
Mientras van revisando diarios y cómics viejos, Bart y Milhouse encuentran el anuncio de un reloj mágico que puede detener el tiempo. Ambos deciden comprarlo y cuatro semanas después, reciben su pedido. Luego de detener el tiempo, Bart y Milhouse resuelven que pueden hacer lo que quieran. Entonces, ambos comienzan bromas pesadas deteniendo el tiempo y luego reiniciándolo, como bajarle los pantalones al Director Skinner, hacerle desaparecer roscas a Homer y luego desapareciéndole la ropa y dejándolo desnudo. Durante una reunión en la Alcaldía de la ciudad, el alcalde Quimby ha cubierto la sala de polvo ultravioleta para detectar huellas digitales y encontrar a los culpables, que son Bart y Milhouse. Una gran multitud empieza a perseguir a Bart y a Milhouse y éstos logran detener el tiempo justo antes de que los alcanzaran.
Desafortunadamente, el reloj se rompe, causando que Bart y Milhouse no puedan reiniciar el tiempo y aunque al principio les parece divertido, al poco tiempo se aburren. Bart y Milhouse leen un libro de reparación de relojes y se tardan 15 años en reparar el reloj; reiniciando el tiempo, haciendo que Martin luzca como el culpable y hacer que todo vuelva a la normalidad. Ya en la casa de los Simpson, Lisa hace notar que Bart se ve demasiado grande y tiene muchas cosas en su cuarto; Homer le dice a Bart que le preste el reloj a Lisa y ésta, experimentando con el reloj, hace que el mundo cambie, haciendo que los miembros de su familia (excepto ella), transformándolos en distintas parodias (entre ellas en Los 4 Fantásticos), hasta que se detiene en una donde todos juegan aros hula hoop y Homer le dice "Ya, dejalo así"; Bart, misteriosamente recupera su edad original mientras Lisa contempla lo gracioso que luce su familia.